# Nagyoroszi
Nagyoroszi is een plaats (község) en gemeente in het Hongaarse comitaat Nógrád. Nagyoroszi telt 2283 inwoners (2001).